# Øygarden FK
Øygarden FK was een Noorse voetbalclub uit de gemeente Øygarden, dat ten westen van Bergen ligt. De vereniging werd in 2019 opgericht als een samenwerking van meerdere clubs uit de regio om het voetbal naar een hoger niveau te tillen. Hierbij sloegen de standaardelftallen van Nordre Fjell, Sund SK, Skogsvåg IL, Telavåg IL, Skjergard IL en Nest-Sotra IL de handen ineen. De thuiswedstrijden werd gespeeld in de plaats Ågotnes.
Drie jaar later ging de club failliet.

## Geschiedenis
Eind 2019 werd bekend dat Øygarden FK de licentie zou overnemen van Nest-Sotra, waardoor het in 2020 meteen zou kunnen uitkomen in de 1. divisjon, de tweede Noorse voetbalklasse. Niet alleen de licentie nam men over van Nest-Sotra, maar ook de thuishaven bleef hetzelfde. De clubkleuren veranderden wel, want die werden zwart-wit. 
Het samenwerkingsverband had voor het standaardelftal niet het gewenste effect. In tegendeel, in het debuutseizoen eindigde Øygarden FK als hekkensluiter in de 1. divisjon, waardoor men afdaalde naar de 2. divisjon. In 2022 trok de club zich na de start van de competitie terug en ging failliet.